# 强端
強端（？—？），東漢末至三國時陰平氐人，曾經在建安二十三年（218年）下辯之戰時斬殺劉備部將吳蘭。強端可能在蜀漢占领武都郡、阴平郡时投降蜀汉。在诸葛亮去世后不久的青龙三年（235年）再次投降曹魏。